# Pseudophryne covacevichae
Espèce
Statut de conservation UICN

 EN B1ab(iii)+2ab(iii) : En danger
Pseudophryne covacevichae est une espèce d'amphibiens de la famille des Myobatrachidae.

## Répartition
Cette espèce est endémique du Nord du Queensland en Australie. Elle se rencontre en dessous de 800 m d'altitude dans les environs de Ravenshoe,.

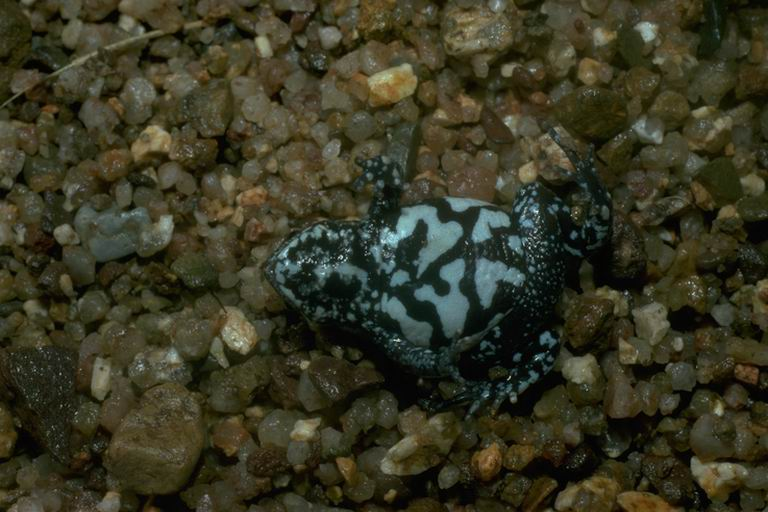
Pseudophryne covacevichae, face ventrale.

## Étymologie
Cette espèce est nommée en l'honneur de Jeanette Covacevich.

## Publication originale
- Ingram & Corben, 1994 : Two new species of broodfrogs (Pseudophryne) from Queensland. Memoirs of the Queensland Museum, vol. 37, p. 267-272 (texte intégral).